# Ceryloninae
Ceryloninae es una subfamilia de coleópteros polífagos.

## Géneros
- Acautomus - Afrorylon - Angolon - Australiorylon - Axiocerylon - Cautomus - Cerylon - Clavicerylon - Coccilon - Ellipsorylon - Elytrotetrantus - Glomerylon - Glyptolopus - Gyrelon - Ivieus - Lapethinus - Lawrenciella - Lytopeplus - Metacerylon - Mychocerus - Neolapethus - Nkolbissonia - Orientrylon - Oroussetia - Pachylon - Pakalukia - Paracerylon - Paraxiocerylon - Pathelus - Philothermopsis - Philothermus - Ploeosoma - Pseudocerylon - Pseudodacne - Pseudolapethus - Rostrorylon - Spinocerylon - Suakokoia - Thyroderus